# Kionocephala catenulata
Kionocephala catenulata är en svampart som först beskrevs av M.B. Ellis, och fick sitt nu gällande namn av P.M. Kirk 1986. Kionocephala catenulata ingår i släktet Kionocephala, divisionen sporsäcksvampar och riket svampar.   Inga underarter finns listade i Catalogue of Life.